# Norops pentaprion
Norops pentaprion este o specie de șopârle din genul Norops, familia Polychrotidae, descrisă de Cope 1863.

## Subspecii
Această specie cuprinde următoarele subspecii:
- N. p. beckeri
- N. p. pentaprion